# Еммануель 5
«Еммануель» — кінофільм. Екранізація твору, автор якого — Еммануель Арсан.

## Сюжет
На Каннському фестивалі Еммануель знайомиться з східним принцом Рашидом, він запрошує її на свій острів на Карибських островах. Але Еммануель виявляється полонянкою в його гаремі. На допомогу Еммануель приходить її коханий — мультимільйонер Чарльз Фостер.

## В ролях
- Моніка Гебріелль (Monique Gabrielle) — Еммануель
- Крофтон Хардестер (Crofton Hardester) — Еді
- Дана Бурнс Вестбург (Dana Burns Westburg) — Чарльз Фостер
- Брайан Шейн (Bryan Shane) —
- Ясін Хан (Yaseen Khan) — Рашид
- Юлія Миклас (Julie Miklas) — Лінда
- Памм Властас (Pamm Vlastas) — Суві
- Макс Стром (Max Strom — Солдат
- Хайді Пейн (Heidi Paine) — Дівчина № 1
- Роксана Майклс (Roxanna Michaels) — Дівчина № 2
- Мішель Бюргер (Michele Burger) — Дівчина № 3
- Ізабель Страва (Isabelle Strawa) —